# Peperomia pseudoperuviana
Peperomia pseudoperuviana är en pepparväxtart som först beskrevs av Pino, och fick sitt nu gällande namn av Pino. Peperomia pseudoperuviana ingår i släktet peperomior, och familjen pepparväxter. Inga underarter finns listade i Catalogue of Life.